# Chunghyeon-dong
Chunghyeon-dong là một dong (phường) của quận Seodaemun ở Seoul, Hàn Quốc.

## Địa điểm tham quan
- Công viên nhỏ Jiyong (지용 소공원)
- Công viên nhỏ Manu (만우 소공원)